# Хасэгава, Тиёно
Тиёно Хасэгава (яп. 長谷川 チヨノ; 20 ноября 1896 года — 2 декабря 2011 года) — японская долгожительница, имевшая титул старейшей японки, который получила 2 мая 2010 года в возрасте 113 лет (после смерти 114-летней старейшей долгожительницы Земли Камы Тинэн). Проживала в городе Сага, Япония. Также она стала самой пожилой представительницей Азии за последние три столетия, которая попала в утверждённый список Книги рекордов Гиннесса. Являлась второй по старшинству из старейших ныне живущих людей в мире после американки Бесси Купер.
Тиёно Хасэгава скончалась 2 декабря 2011 года в доме престарелых посёлка Кияма в префектуре Сага «от естественных причин». После её смерти, старейшим жителем Японии стал Дзироэмон Кимура, которому принадлежит мировой рекорд долгожительства среди мужчин.